# 本陣 (食品メーカー)
株式会社本陣（ほんじん）は、兵庫県加西市に本社があった、仕出し料理・弁当を提供していた食品メーカー。
1972年に仕出し料理店「料理の本陣」として創業。その後弁当部門を分社化し「たいこフーズ」を設立。「たいこ弁当」と称して、主に播磨地方の幹線道路のロードサイドを中心とした店舗展開を行い、比較的安い価格帯でボリューム豊富な弁当を提供していた。1995年に約56億4900万円の売り上げ高を上げるが、そこをピークとして、コンビニエンスストアやほかの外食産業の成長により販売が落ち込み、おせち料理を含む仕出し部門も売り上げが低迷、さらにバブル経済期の不動産や絵画への投資なども失敗したことから、2005年9月には当期損失約8億2800万円を計上するなど、経営が著しく低迷。
2008年には年間売上高が30億円の大台を割り込むなどしたため、「たいこフーズ」を本陣本体に吸収合併させて、製造・販売の一貫体制に戻すが、資金繰りの悪化が進み、金融機関から借入金を返済条件緩和などの支援を受けて再生を図るも、不採算店舗の閉店や、仕出し、総菜、学校・会社食堂などの産業給食事業から撤退して規模を大幅に縮小、弁当事業に特化した。しかし2016年9月期の決算で売上高11億5600万円にとどまり、収益でも4期連続の当期損失になり、これ以上の自力再建を断念せざるを得ない状態となり、2017年1月31日をもって事業を停止し、神戸地方裁判所に自己破産を申請

。同年3月16日に神戸地方裁判所から破産手続開始決定を受けた
。そして2020年2月27日に法人格が消滅した。